# 特倫 (亞利桑那州)
特倫（英語：Troon）是位於美國亞利桑那州馬里科帕縣的一個非建制地區。該地的面積和人口皆未知。

## 地理
特倫的座標為32°42′53″N 111°51′13″W / 32.71472°N 111.85361°W，而該地的平均海拔高度為732米（即2402英尺）。